# Waltersberg (Lindau)
Waltersberg (mundartlich: Waltərschberg) ist ein Gemeindeteil der bayerisch-schwäbischen Großen Kreisstadt Lindau (Bodensee).

## Geografie
Der Weiler liegt circa fünf Kilometer nördlich der Lindauer Insel. Südwestlich der Ortschaft verläuft die Bahnstrecke Buchloe–Lindau. Östlich von Waltersberg verläuft die Gemeindegrenze zur Gemeinde Weißensberg.

## Ortsname
Der Ortsname stammt vom mittelhochdeutschen Personennamen Waldi und bedeutet (Siedlung an) einer Anhöhe des Waldi. Möglich ist auch das mittelhochdeutsche Wort walt für Wald für Waldesberg, Berg mit Wald.

## Geschichte
Waltersberg wurde erstmals urkundlich im Jahr 1376 als Waldisberg erwähnt. Im Jahr 1626 wurden sechs Häuser im Ort gezählt. Der Ort gehörte einst zur Gemeinde Oberreitnau, die 1976 nach Lindau eingemeindet wurde.

## Baudenkmäler
Siehe: Liste der Baudenkmäler in Waltersberg